# Roswitha Stenzel

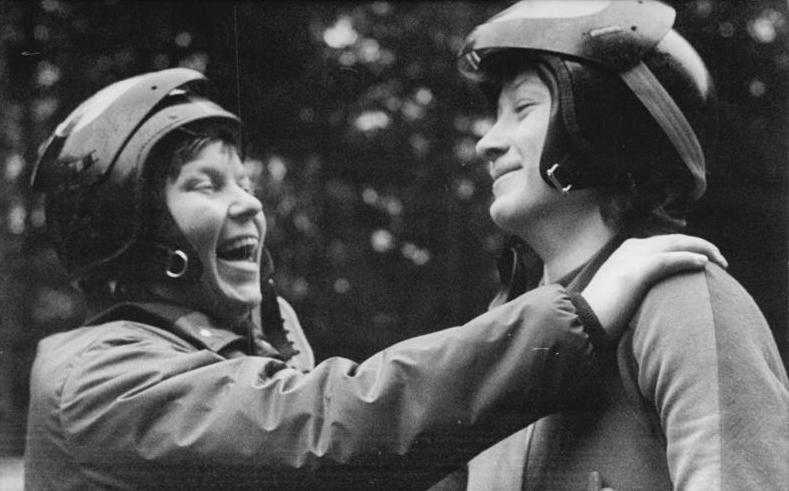
Margit Schumann und Roswitha Stenzel (1975)

Roswitha Stenzel (* 1959) ist eine ehemalige Rennrodlerin der DDR.
Die Physiotherapeutin Stenzel startete für den SC Traktor Oberwiesenthal. Ihre größten Erfolge waren die beiden Titel bei den nationalen Meisterschaften der DDR 1977 in Oberwiesenthal und 1978 in Oberhof (jeweils vor Weltmeisterin Margit Schumann) und der Gewinn der Junioren-Weltmeisterschaft 1978. In der Saison 1977/78 gewann sie das Weltcup-Rennen in Hammarstrand und belegte den dritten Platz im Gesamtweltcup.

## Erfolge

### Weltcupsiege
Einzel
| Nr. | Datum        | Ort          | Bahn                 |
| --- | ------------ | ------------ | -------------------- |
| 1.  | 5. Jan. 1978 | Hammarstrand | Bobbahn Hammarstrand |